# 서현옥
서현옥(1968년 3월 3일 ~ )은 대한민국 경기도의회 의원이다.
중앙대학교 일반대학원 의회학 석사졸업

## 경력
- 2025.01~더불어민주당 중앙당 여성위원회 부위원장
- 2022.07 ~ : 제11대 경기도의회 의원
- 더불어민주당 사회복지특별위원회 부위원장
- 2022~2024 더불어민주당 경기도당 여성위원장
- 2018.07 ~ 2022.06: 제10대 경기도의회 의원
- 바르게살기운동 평택시협의회 자문위원
- 2014.07 ~ 2018.07 제7대평택시의회 의원

## 역대 선거 결과
|  | 40.54% |

|  | 69.73% |

|  | 53.15% |